# 卵裂球
卵裂球（Blastomere、分裂球、胚葉細胞）是受精卵發育過程所經歷過的一個階段，指的是由受精卵分裂而生成的形态上尚未分化的细胞。主要指的是从二细胞期到八细胞期之间的形态，其中每一个细胞都是胚胎幹细胞，具有完全分化能力。卵裂球階段之后会继续分裂進入桑葚胚。

## 參见
- 囊胚